# Psychotria alsophila
Psychotria alsophila är en måreväxtart som beskrevs av Karl Moritz Schumann. Psychotria alsophila ingår i släktet Psychotria och familjen måreväxter. Inga underarter finns listade i Catalogue of Life.